# Telhet (Arieja)
Telhet (en francès Teilhet) és un municipi francès situat al departament de l'Arieja i a la regió d'Occitània.